# Goryphus cheesmanae
Goryphus cheesmanae är en stekelart som beskrevs av Townes, Townes och Gupta 1961. Goryphus cheesmanae ingår i släktet Goryphus och familjen brokparasitsteklar. Inga underarter finns listade i Catalogue of Life.